# Förby, Salo

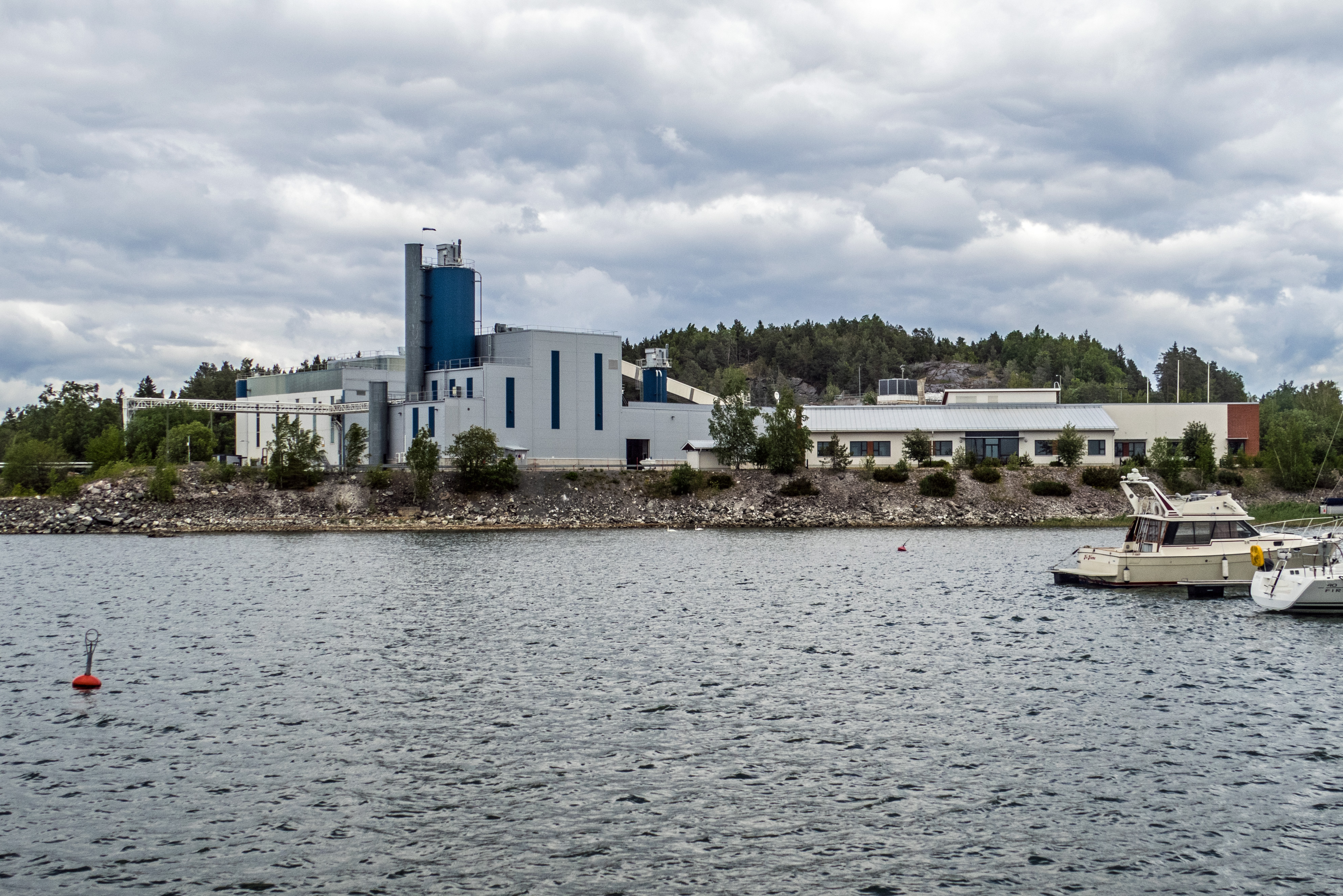
Omyas fabrik i Förby, 2018

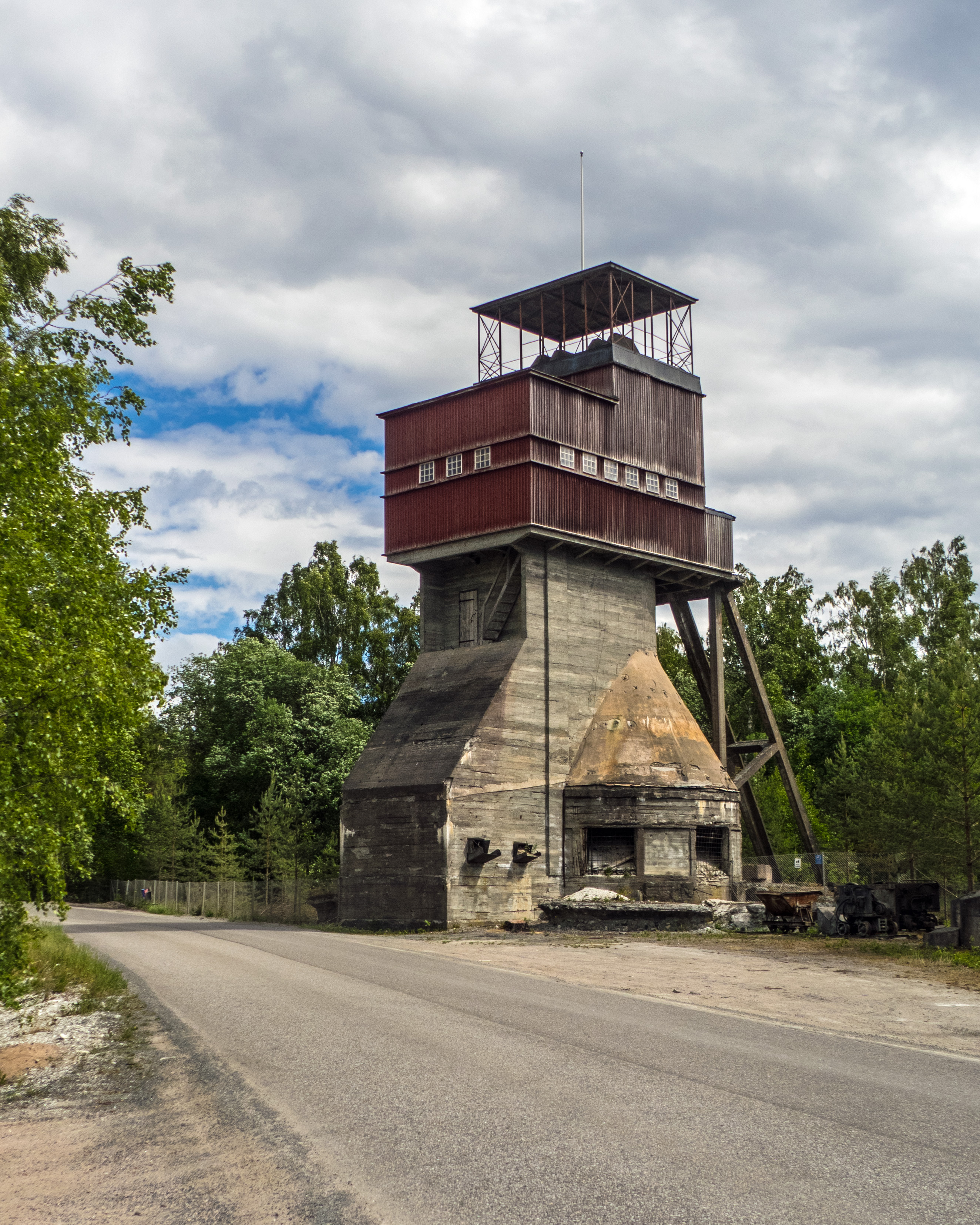
Förby kalkgruva, 2018

Förby är en ort på västsidan av Storö i tidigare Finby kommun, numera i Salo kommun, i Finland. 
I en urkund från 1329 omtalas Olle Före som jordägare i Kimito. Sannolikt är detta tillnamn förled i bynamnet.  Samma bynamn uppträder också i Ingå (Förby, Sjundeå) samt på Ormsö (Förby, Ormsö) i Estland, där det sannolikt är inlånat från Nyland.
Kalk från Förby användes redan i mitten av 1500-talet vid byggnadsarbeten på Åbo slott. År 1881 anlades en kalkgruva i Förby 1881 av Karl Forsström, och dess verksamhet utökades under decennierna. På 1970-talet utvanns omkring 100 000 ton kalksten från gruvan årligen. Huvudprodukten var jordförbättringskalk för jordbruket.
Det schweiziskägda Omya Oy etablerade sig 1991 i Förby för att tillverka pigment för skogsindustrin. Karl Forsström Ab:s kalkgruva lades ned 2009, men Omya fortsatte sin tillverkning i Förby med råvara från annat håll.

## Gruvraset
I december 1982 inträffade ett stort gruvras i Förby. Det gamla dagbrottet var stängt, men nya hus och vägar var byggda längs gruvkanten. Gruvraset slukade en stor del av vägen, och diametern på slukhålet blev slutligen nästan 100 meter.